# Karen Knútsdóttir
Karen Knútsdóttir (ur. 4 lutego 1990 w Reykjavíku), islandzka piłkarka ręczna, reprezentantka kraju, grająca na pozycji środkowej rozgrywającej. Obecnie występuje w Bundeslidze, w drużynie HSG Blomberg-Lippe.